# Salzburg Challenger 1990
Il Salzburg Challenger 1990 è stato un torneo di tennis facente parte della categoria ATP Challenger Series nell'ambito dell'ATP Challenger Series 1990. Il montepremi del torneo era di $100 000 e si è svolto nella settimana tra il 13 agosto e il 19 agosto 1990 su campi in terra rossa. Il torneo si è giocato a Salisburgo in Austria.

## Vincitori

### Singolare
Horst Skoff ha sconfitto in finale  José Francisco Altur con il punteggio di 6–2, 6–2.

### Doppio
Horacio de la Peña /  Horst Skoff hanno sconfitto in finale  Johan Donar /  Ola Jonsson con il punteggio di 7–5, 6–4.